# Freie Strasse

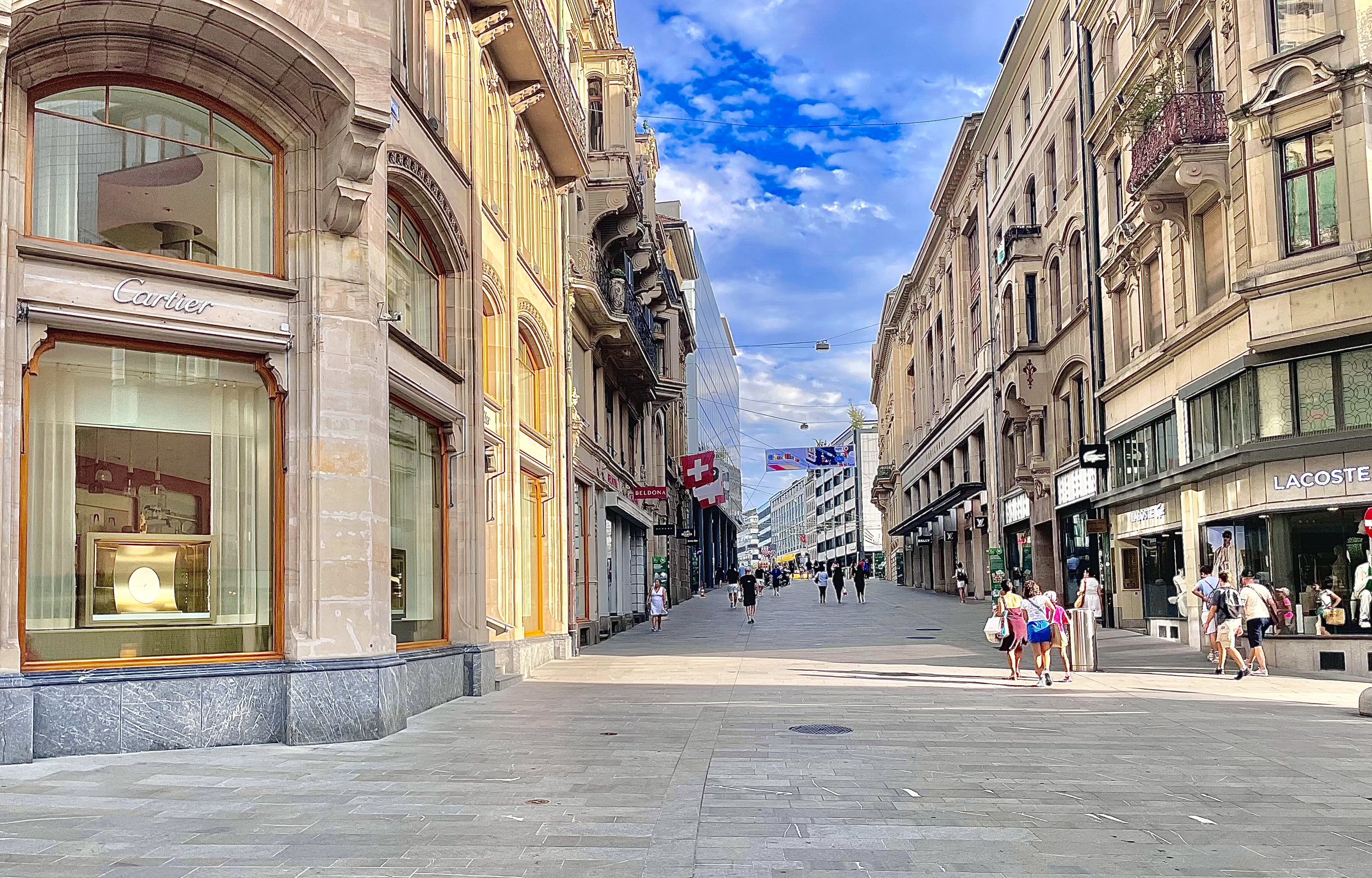
Freie Strasse, Basilea (Svizzera).

La Freie Strasse (lett. "strada libera") è la via commerciale più antica ed importante della città di Basilea in Svizzera.
La strada è stata utilizzata fin dai tempi dell'insediamento romano ad Augusta Raurica (oggi canton Basilea Campagna) nel I secolo a.C. come via di trasporto e commercio verso ovest, e oggi è una delle vie commerciali più importanti dell'intera città di Basilea.

## Posizione e accesso
La strada si trova nel centro della città di Basilea. Si estende direttamente dal punto nodale del tram chiamato «Bankverein» (oggi UBS ) al mercato («Marktplatz») e il Municipio di Basilea. La strada segue il corso del Birsig così come la Piazza della Cattedrale di Basilea ed è collegata ad essa a nord dal «Münsterberg», mentre a sud è collegata alla «Barfüsserplatz» attraverso le strade «Streitgasse» e la «Kaufhausgasse».

## Origine del nome
Il nome della via è attestato per la prima volta in documenti nel 1241 sotto il nome di «libera strata», mentre la designazione ufficiale non fu stabilita fino al 1861. Inoltre, la Freie Strasse è la prima corsia designata come «strada» nel centro storico di Basilea, mentre in questa parte della città i termini «Gasse » (vicolo) o «Berg» (monte) erano tradizionalmente predominanti. Questo nome potrebbe forse essere spiegato dal fatto che su questa strada il Vescovo di Basilea non poteva riscuotere pedaggi stradali, il che a sua volta sottolinea il carattere commerciale che fu predominante fin dall'inizio e continuò a favorire lo sviluppo economico della strada.

## Storia

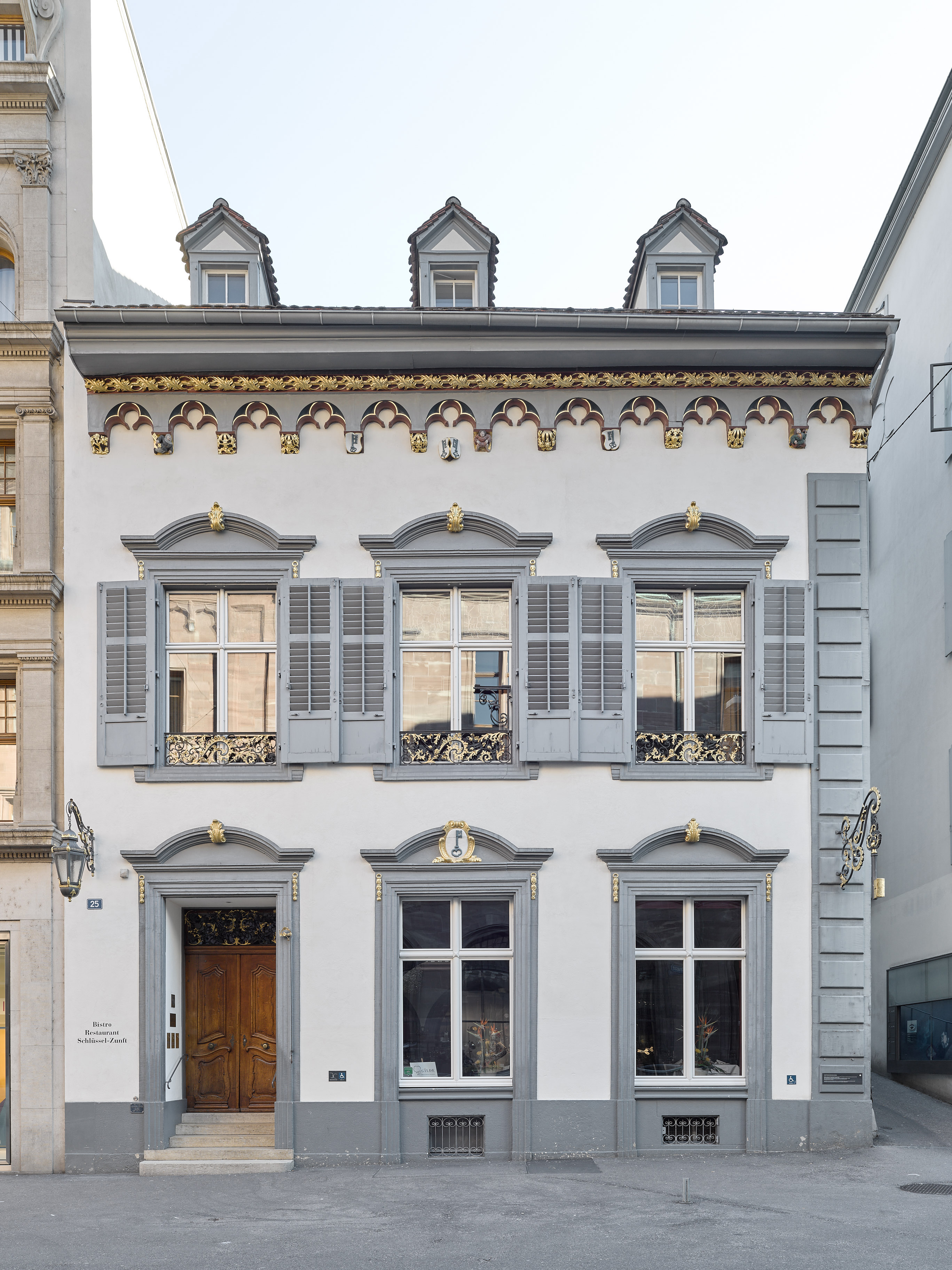
Freie Strasse, 25: sede della «Zunft zum Schlüssel» dal XV secolo.

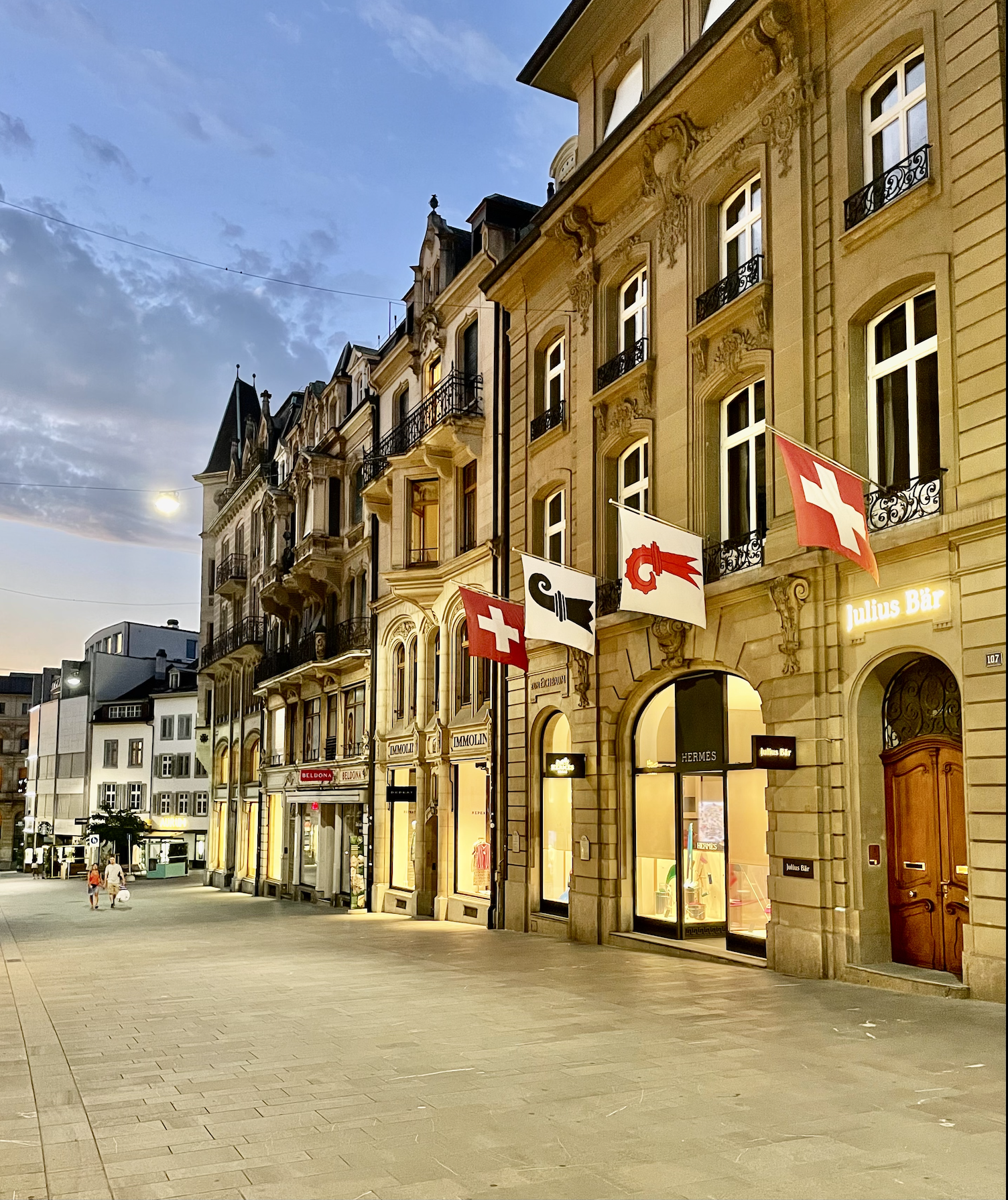
Palazzi della Freie Strasse dopo la «correzione» della strada nel 1895.

La strada è stata utilizzata fin dai tempi della colonia romana Augusta Raurica (una decina di chilometri ad est dell'attuale centro di Basilea) come rotta commerciale in direzione ovest (verso Besançon nella Francia odierna). Divenne la via commerciale e di trasporto più importante della regione e mantenne questo status anche dopo il declino della colonia romana. Quando Basilea divenne il principale agglomerato urbano della regione nel VII secolo, l'importanza della strada aumentò nuovamente. Con la successiva costruzione della «Mittlere Brücke» (1225) e l'apertura del Passo del San Gottardo (1200), il volume commerciale della strada aumentò notevolmente. Successivamente la via divenne il centro delle corporazioni cittadine, che vi eressero spesso edifici rappresentativi (l'esempio superstite più famoso è la sede della corporazione Schlüssel nella parte bassa della strada). Tra il 1376 e il 1378, il cosiddetto «Kaufhaus» fu aperto sulla strada, diventando rapidamente il principale luogo di scambio e trasbordo di merci provenienti da tutto il mondo in città, segnando il paesaggio urbano fino alla costruzione del «Hauptpost» (edificio principale dell'ufficio postale svizzero) nel 1853. Nei secoli successivi la via divenne anche il luogo di residenza popolare di molte famiglie emergenti della borghesia basilese.
Dalla metà del XIX secolo, nell'ambito dello sviluppo urbano generale di Basilea secondo le idee della moderna urbanistica europea dell'epoca, la strada fu ristrutturata, ampliata e subì notevoli modifiche architettoniche in più fasi di costruzione. Ad esempio, all'ingresso della strada superiore, il «Schilthof» neoclassico (1840) fu eretto sotto la direzione di Johann Jakob Stehlin il Vecchio, sontuoso edificio ispirato al Tempio di Vesta sul Foro Romano, con colonne corinzie su più piani, espressione delle accresciute pretese rappresentative del ceto borghese.
Nel 1851 l'architetto basilese Johann Jakob Stehlin il Giovane fu incaricato di costruire un edificio di rappresentanza per la Posta Svizzera, fondata solo due anni prima, al posto del vecchio «Kaufhaus». Là «Hauptpost» di Basilea divenne così uno dei primi prestigiosi edifici del nuovo consorzio nazionale svizzero e nel 1881 l'architetto viennese Friedrich von Schmidt lo ampliò al «Rüdengasse». Nei decenni successivi la via fu ampliata più volte, come nel 1895, quando fu inaugurata la cosiddetta «correzione» è stato realizzato nella parte alta della via, incorniciato da un'elegante architettura di piccoli palazzi secondo i canoni ei concetti della Belle Époque . La disposizione architettonica dei vari palazzi cittadini con le loro vetrine spesso grandi è stata influenzata da una varietà di stili. Questi andavano dal neobarocco al neogotico e poi agli edifici Art Nouveau, e venivano solitamente realizzati dai principali studi di architettura della città.
Nel XX secolo l'aspetto della strada è cambiato nuovamente, principalmente a causa di un gran numero di nuovi edifici che a volte hanno causato grandi controversie nella seconda metà del XX secolo. Tra gli esempi più noti di trasformazione architettonica della strada vi è la costruzione dell'edificio «Sodeck» di Marcus Diener nel 1978, che ha sostituito un edificio rappresentativo in stile storicista del 1898 progettato da Rudolf Linder e Vischer van Gaasbeck. Il carattere della via cambiò nuovamente a causa del traffico motorizzato, che segnò fortemente lo sviluppo della città in generale. A partire dal 2020, la strada è stata chiusa al traffico motorizzato in generale, secondo la decisione del Gran Consiglio di Basilea Città, ed è stata completamente pavimentata con pietre di quarzo di Alpnach (canton Obvaldo) per eliminare la precedente distinzione tra marciapiedi e pavimentazione.